# Katolski Posoł
Katolski Posoł je lužickosrbský katolický časopis. 
Vychází od roku 1863 s přestávkou v letech 1939 až 1950. Jeho zakladatelem byl Michał Hórnik. V roce 2008 časopis vycházel v nákladu asi 2 200 kusů.
Vydavatelem je Towarstwo swj. Cyrila a Metoda.